# WTA Elite Trophy 2015
Het eindejaarstoernooi WTA Elite Trophy (ook wel genoemd: het B-kampioenschap van het vrouwentennis) van 2015 vond plaats van 3 tot en met 8 november 2015 in de Chinese stadsprefectuur Zhuhai. Het was de eerste editie van het toernooi. Er werd gespeeld op hardcourt-binnenbanen in het Hengqin International Tennis Center.

## Enkelspel
Titelverdedigster Andrea Petković was als tiende geplaatst. Zij bleef steken in de groepsfase.
Het eerste reekshoofd, Venus Williams uit de Verenigde Staten, won het toernooi. Zij versloeg in de finale de als derde geplaatste Tsjechische Karolína Plíšková in twee sets, met een tiebreak in de tweede set. Williams wist voor het eerst in haar carrière het B-kampioenschap op haar naam te schrijven. Het was haar 48e WTA-titel, de derde van 2015.

### Deelnemende speelsters
Bron:
| Nr. | Speelster                 | Rang | Groep | Resultaat    | Verloor van               |
| --- | ------------------------- | ---- | ----- | ------------ | ------------------------- |
| 1.  | Venus Williams            | 11   | A     | winnares     | winnares                  |
| 2.  | Carla Suárez Navarro      | 12   | B     | groepsfase   | Svitolina                 |
| 3.  | Karolína Plíšková         | 13   | C     | finale       | Venus Williams            |
| 4.  | Roberta Vinci             | 15   | D     | halve finale | Venus Williams            |
| 5.  | Caroline Wozniacki        | 17   | D     | groepsfase   | Koeznetsova; polsblessure |
| 6.  | Sara Errani               | 18   | C     | groepsfase   | Janković, Plíšková        |
| 7.  | Madison Keys              | 19   | A     | groepsfase   | Williams                  |
| 8.  | Elina Svitolina           | 20   | B     | halve finale | Karolína Plíšková         |
| 9.  | Jelena Janković           | 21   | C     | groepsfase   | Plíšková                  |
| 10. | Andrea Petković           | 24   | B     | groepsfase   | Svitolina, Suárez Navarro |
| 11. | Svetlana Koeznetsova      | 26   | D     | groepsfase   | Vinci                     |
| 12. | Zheng Saisai              | 76*  | A     | groepsfase   | Williams, Keys            |
| Alt | Anna Karolína Schmiedlová | 28   | D     | groepsfase   | (geen)                    |

Op de reservebank zaten Anna Karolína Schmiedlová en Kristina Mladenovic.
Schmiedlová verving Wozniacki in haar tweede groepswedstrijd, wegens een polsblessure van de Deense. Mladenovic hoefde niet in actie te komen.

### Prijzengeld en WTA-punten
Bron:
| Resultaat              | Prijzengeld    | WTA-punten |
| ---------------------- | -------------- | ---------- |
| winnares               | R1 + $ 450.000 | R1 + 460   |
| finale                 | R1 + $ 150.000 | R1 + 200   |
| halve finale           | R1 + $ 15.000  | R1         |
| eerste ronde (2 zeges) | $ 185.000      | 240        |
| eerste ronde (1 zege)  | $ 112.500      | 160        |
| eerste ronde (0 zeges) | $ 40.000       | 80         |

- R1 = de opbrengst van de eerste ronde (groepswedstrijden).
- Haar foutloos parcours leverde de winnares $ 635.000 en 700 punten op.

### Halve finale en finale
|  | Halve finale | Halve finale    | Halve finale      | Halve finale | Halve finale |                   |                | Finale | Finale | Finale | Finale | Finale |
|  |              |                 |                   |              |              |                   |                |        |        |        |        |        |
|  | 1            | Venus Williams  | 6                 | 6            |              |                   |                |        |        |        |        |        |
|  | 4            | Roberta Vinci   | 2                 | 2            |              |                   |                |        |        |        |        |        |
|  | 4            | Roberta Vinci   | 2                 | 2            |              | 1                 | Venus Williams | 7      | 7      |        |        |        |
|  |              |                 |                   |              |              | 1                 | Venus Williams | 7      | 7      |        |        |        |
|  |              | 3               | Karolína Plíšková | 5            | 6            |                   |                |        |        |        |        |        |
|  | 3            | 3               | Karolína Plíšková | 5            | 6            | Karolína Plíšková | 6              | 6      |        |        |        |        |
|  | 3            |                 |                   |              |              | Karolína Plíšková | 6              | 6      |        |        |        |        |
|  | 8            | Elina Svitolina | 3                 | 1            |              |                   |                |        |        |        |        |        |

### Groepswedstrijden
Een redelijk gelijkwaardige opbouw van de vier groepen werd bereikt door de regels van plaatsing en loting:
- De vier speelsters met de hoogste ranking waren het reekshoofd van een eigen groep.
- De volgende vier speelsters werden door loting verdeeld over de groepen.
- Ten slotte werden ook de laagste vier speelsters door loting verdeeld over de groepen.

#### Groep A
Resultaten
| wedstrijd          | wedstrijd | wedstrijd            | score         |
| ------------------ | --------- | -------------------- | ------------- |
| Venus Williams (1) | –         | Madison Keys (7)     | 3-6, 7-6, 6-1 |
| Venus Williams (1) | –         | Zheng Saisai (12/WC) | 4-6, 6-1, 6-1 |
| Madison Keys (7)   | –         | Zheng Saisai (12/WC) | 6-3, 6-2      |

Klassement
| nr. | speelster            | partijen w-v | sets w-v | games w-v |
| --- | -------------------- | ------------ | -------- | --------- |
| 1.  | Venus Williams (1)   | 2-0          | 4-2      | 32-21     |
| 2.  | Madison Keys (7)     | 1-1          | 3-2      | 25-21     |
| 3.  | Zheng Saisai (12/WC) | 0-2          | 1-4      | 13-28     |

#### Groep B
Resultaten
| wedstrijd                | wedstrijd | wedstrijd                | score         |
| ------------------------ | --------- | ------------------------ | ------------- |
| Elina Svitolina (8)      | –         | Andrea Petković (10)     | 7-6, 6-3      |
| Carla Suárez Navarro (2) | –         | Andrea Petković (10)     | 6-0, 6-0      |
| Elina Svitolina (8)      | –         | Carla Suárez Navarro (2) | 6-7, 6-1, 6-3 |

Klassement
| nr. | speelster                | partijen w-v | sets w-v | games w-v |
| --- | ------------------------ | ------------ | -------- | --------- |
| 1.  | Elina Svitolina (8)      | 2-0          | 4-1      | 31-20     |
| 2.  | Carla Suárez Navarro (2) | 1-1          | 3-2      | 23-18     |
| 3.  | Andrea Petković (10)     | 0-2          | 0-4      | 9-25      |

#### Groep C
Resultaten
| wedstrijd             | wedstrijd | wedstrijd           | score         |
| --------------------- | --------- | ------------------- | ------------- |
| Jelena Janković (9)   | –         | Sara Errani (6)     | 6-4, 7-5      |
| Karolína Plíšková (3) | –         | Jelena Janković (9) | 6-4, 3-6, 6-2 |
| Karolína Plíšková (3) | –         | Sara Errani (6)     | 6-0, 6-3      |

Klassement
| nr. | speelster             | partijen w-v | sets w-v | games w-v |
| --- | --------------------- | ------------ | -------- | --------- |
| 1.  | Karolína Plíšková (3) | 2-0          | 4-1      | 27-15     |
| 2.  | Jelena Janković (9)   | 1-1          | 3-2      | 25-24     |
| 3.  | Sara Errani (6)       | 0-2          | 0-4      | 12-25     |

#### Groep D
Resultaten
| wedstrijd                       | wedstrijd | wedstrijd                 | score          |
| ------------------------------- | --------- | ------------------------- | -------------- |
| Roberta Vinci (4)               | –         | Svetlana Koeznetsova (11) | 6-4, 6-4       |
| Svetlana Koeznetsova (11)       | –         | Caroline Wozniacki (5)    | 7-5, 2-2, opg. |
| Anna Karolína Schmiedlová (Alt) | –         | Roberta Vinci (4)         | 6-1, 6-0       |

Klassement
| nr. | speelster                       | partijen w-v | sets w-v | games w-v |
| --- | ------------------------------- | ------------ | -------- | --------- |
| 1.  | Roberta Vinci (4)               | 1-1          | 2-2      | 13-20     |
| 2.  | Svetlana Koeznetsova (11)       | 1-1          | 2-2      | 8-12      |
| 3.  | Anna Karolína Schmiedlová (Alt) | 1-0          | 2-0      | 12-1      |
| 4.  | Caroline Wozniacki (5)          | 0-1          | 0-2      | 7-9       |

## Dubbelspel
|            |  |            |
| Liang Chen |  | Wang Yafan |

| Prijzengeld Bron: \| Resultaat \| Prijzengeld (per team) \| \| ---------------------- \| ---------------------- \| \| winnaressen \| R1 + $ 20.000 \| \| finale \| R1 + $ 10.000 \| \| eerste ronde (2 zeges) \| $ 25.000 \| \| eerste ronde (1 zege) \| $ 20.000 \| \| eerste ronde (0 zeges) \| $ 15.000 \| Noten: - R1 = de opbrengst van de eerste ronde (groepswedstrijden). - Hun foutloos parcours leverde het winnende koppel $ 45.000 op. - WTA-punten waren niet te verdienen. |                        |
| Resultaat | Prijzengeld (per team) |
| winnaressen | R1 + $ 20.000          |
| finale | R1 + $ 10.000          |
| eerste ronde (2 zeges) | $ 25.000               |
| eerste ronde (1 zege) | $ 20.000               |
| eerste ronde (0 zeges) | $ 15.000               |

Doordat de vorige editie van de B-kampioenschappen geen dubbelspeltoernooi kende, waren er nu geen titelverdedigsters.
Het eerste reekshoofd, Klaudia Jans-Ignacik en Andreja Klepač, kwam niet uit de groepsfase.
Het als vierde geplaatste Chinese duo Liang Chen en Wang Yafan, dat via een wildcard tot het toernooi was toegelaten, won de titel. Zij versloegen in de finale het als tweede geplaatste Spaanse koppel Anabel Medina Garrigues en Arantxa Parra Santonja in twee sets. Het was hun tweede gezamenlijke titel. Liang had daarnaast al twee eerdere dubbelspeltitels met andere partners; Wang geen.

### Deelnemende teams
| Nr.   | Team                                           | WTA-rank | Groep | Resultaat   | Verloren van                           |
| ----- | ---------------------------------------------- | -------- | ----- | ----------- | -------------------------------------- |
| 1.    | Klaudia Jans-Ignacik Andreja Klepač            | 66       | Een   | groepsfase  | Kitsjenok/Kitsjenok Liang/Wang         |
| 2.    | Anabel Medina Garrigues Arantxa Parra Santonja | 69       | Twee  | finale      | Liang Chen Wang Yafan                  |
| 3.    | Gabriela Dabrowski Alicja Rosolska             | 93       | Twee  | groepsfase  | Xu/You Medina Garrigues/Parra Santonja |
| 4. WC | Liang Chen Wang Yafan                          | 94*      | Een   | winnaressen | winnaressen                            |
| 5.    | Ljoedmyla Kitsjenok Nadija Kitsjenok           | 112      | Een   | groepsfase  | Liang/Wang                             |
| 6. WC | Xu Shilin You Xiaodi                           | 380*     | Twee  | groepsfase  | Medina Garrigues/Parra Santonja        |

* Liang/Wang en Xu/You waren via een wildcard voor het toernooi uitgenodigd.

### Finale
| Legenda | Legenda                  |
| ------- | ------------------------ |
| Q       | Qualifier                |
| WC      | Deelname via wildcard    |
| LL      | Lucky Loser              |
| r       | Opgave / trok zich terug |
| w/o     | Walk-over                |
| Alt     | Alternate                |
| SE      | Special Exempt           |
| PR      | Protected Ranking        |
| d       | Diskwalificatie          |

| Finale |                                                |   |   |  |
|        |                                                |   |   |  |
| 4/WC   | Liang Chen Wang Yafan                          | 6 | 6 |  |
| 2      | Anabel Medina Garrigues Arantxa Parra Santonja | 4 | 3 |  |

### Groepswedstrijden

#### Groep Een

##### Resultaten
| wedstrijd                                | wedstrijd | wedstrijd                                | score            |
| ---------------------------------------- | --------- | ---------------------------------------- | ---------------- |
| Ljoedmyla Kitsjenok Nadija Kitsjenok (5) | –         | Klaudia Jans-Ignacik Andreja Klepač (1)  | 7-6, 6-1         |
| Liang Chen Wang Yafan (4/WC)             | –         | Ljoedmyla Kitsjenok Nadija Kitsjenok (5) | 6-7, 6-4, [10-6] |
| Liang Chen Wang Yafan (4/WC)             | –         | Klaudia Jans-Ignacik Andreja Klepač (1)  | 7-6, 6-3         |

##### Klassement
| nr. | team                                     | partijen w-v | sets w-v | games w-v |
| --- | ---------------------------------------- | ------------ | -------- | --------- |
| 1.  | Liang Chen Wang Yafan (4/WC)             | 2-0          | 4-1      | 26-20     |
| 2.  | Ljoedmyla Kitsjenok Nadija Kitsjenok (5) | 1-1          | 3-2      | 24-20     |
| 3.  | Klaudia Jans-Ignacik Andreja Klepač (1)  | 0-2          | 0-4      | 16-26     |

#### Groep Twee

##### Resultaten
| wedstrijd                                          | wedstrijd | wedstrijd                              | score            |
| -------------------------------------------------- | --------- | -------------------------------------- | ---------------- |
| Anabel Medina Garrigues Arantxa Parra Santonja (2) | –         | Xu Shilin You Xiaodi (6/WC)            | 1-6, 6-3, [10-3] |
| Xu Shilin You Xiaodi (6/WC)                        | –         | Gabriela Dabrowski Alicja Rosolska (3) | 6-7, 6-4, [10-5] |
| Anabel Medina Garrigues Arantxa Parra Santonja (2) | –         | Gabriela Dabrowski Alicja Rosolska (3) | 6-3, 6-2         |

##### Klassement
| nr. | team                                               | partijen w-v | sets w-v | games w-v |
| --- | -------------------------------------------------- | ------------ | -------- | --------- |
| 1.  | Anabel Medina Garrigues Arantxa Parra Santonja (2) | 2-0          | 4-1      | 20-14     |
| 2.  | Xu Shilin You Xiaodi (6/WC)                        | 1-1          | 3-3      | 22-19     |
| 3.  | Gabriela Dabrowski Alicja Rosolska (3)             | 0-2          | 1-4      | 16-25     |